# Bartolomé Lobo Guerrero
Bartolomé Lobo Guerrero (Ronda, 1546-Lima, 12 de enero de 1622) fue un clérigo español que desempeñó los cargos de inquisidor y arzobispo en las Indias. Fue arzobispo de Bogotá (1599-1607) y arzobispo de Lima (1609-1622). Fundador del Colegio Mayor de San Bartolomé, establecido en 1604 en Santafé de Bogotá, Nuevo Reino de Granada.

## Biografía

### Primeros años y formación
Hijo de Alonso Lobo Guerrero y Catalina de Góngora. Obtuvo grado de doctor en Teología en la Universidad de Salamanca. Fue catedrático y rector del Colegio de Santa María de Jesús en Sevilla.
Pasó a América al ser nombrado en 1580 fiscal del Tribunal de la Inquisición de México, siendo promovido a inquisidor en 1593.

### Arzobispo de Santa Fe de Bogotá
Fue elegido arzobispo de Santa Fe de Bogotá el 12 de agosto de 1596. Fue consagrado por el obispo de Tlaxcala Diego de Romano y Govea, el 24 de agosto de 1597. Tardó en llegar a Bogotá hasta el 28 de marzo de 1599.
En Bogotá fundó el Colegio Seminario de San Bartolomé, el 27 de septiembre de 1604,  y convocó el sínodo diocesano de 1606. También puso su empeño en la extirpación de las idolatrías que todavía imperaban entre los indígenas.

### Arzobispo de Lima
El 19 de noviembre de 1607, el papa Paulo V lo promovió al arzobispado de Lima, en reemplazo del santo arzobispo Toribio de Mogrovejo. A principios de 1609 emprendió viaje a Lima por tierra, comenzando así el reconocimiento de su arquidiócesis. Recibió el palio en Quito, el 3 de mayo, de manos de su obispo fray Salvador de Rivera (que era limeño), y continuó su viaje, hasta que finalmente tomó posesión de la sede limeña el 4 de octubre, siendo recibido por el virrey marqués de Montesclaros.
Escribiendo al rey Felipe III el 15 de marzo de 1610, le daba cuenta de su viaje e incluía estas líneas:

“El Marqués de Montesclaros, Virrey de estos Reynos, hizo muy grande demostración en mi recibimiento que fue con mucha solemnidad y de la manera que conviene para la estimación y respeto que se debe a mi dignidad…”

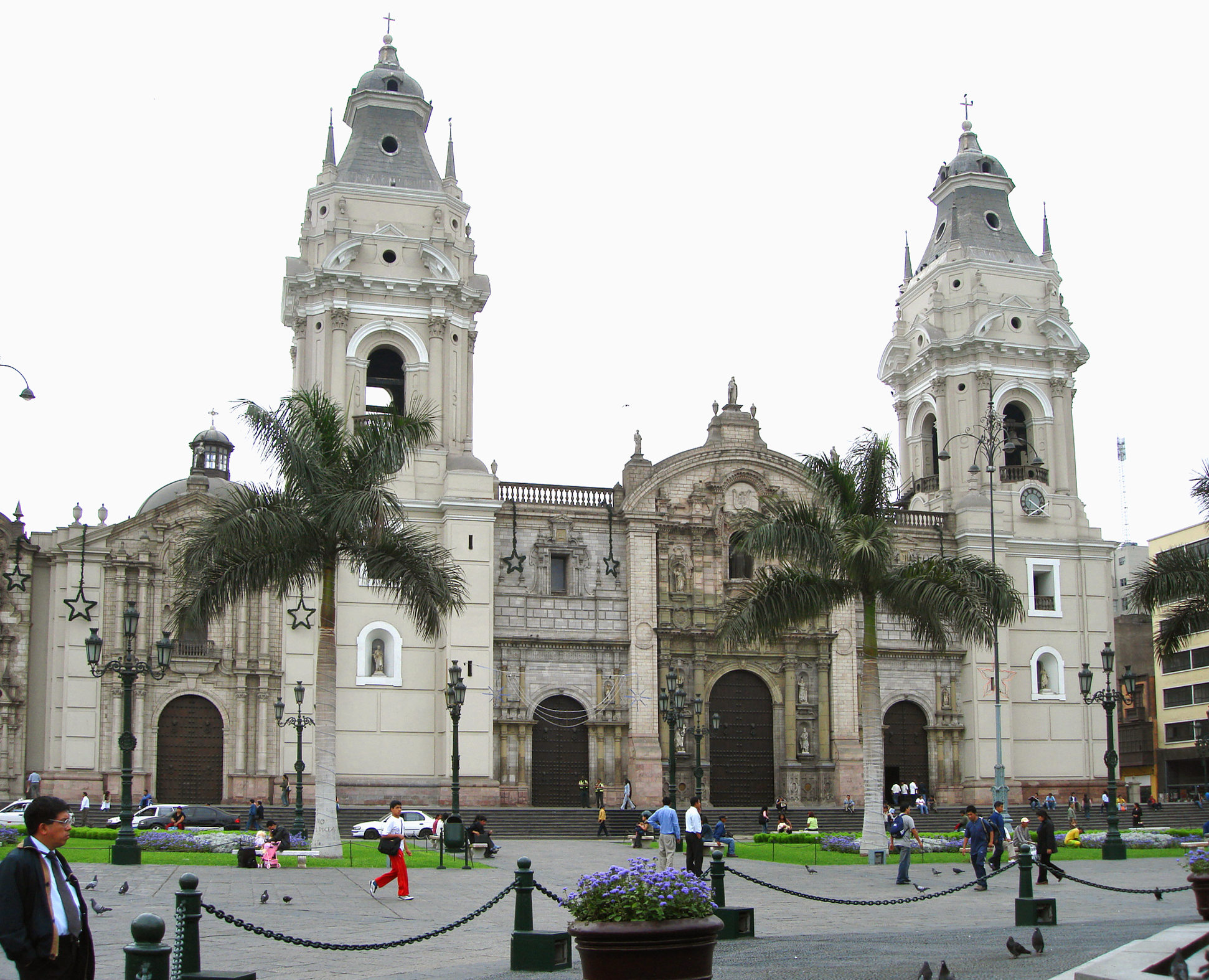
Basílica Catedral de Lima.

Bajo su gobierno se dio cumplimiento a la creación del obispado de Trujillo en 1613, con iglesias separadas de las diócesis de Lima y Quito. Reunió y presidió un sínodo diocesano en julio de 1613, que trabajó la constitución de la Arquidiócesis de Lima, e insistió en el cumplimiento de diversas resoluciones del Tercer Concilio Limense, en particular la necesidad de predicar a la población indígena en su lengua nativa y la catequesis a los esclavos negros, al ser métodos de adoctrinamiento más efectivos. Así, obligó la predica del catolicismo en quechua los domingos y días festivos, y la catequesis a los esclavos (amenazando con censuras a los patronos).
Entre 1610 y 1613 organizó una visita para buscar las imágenes religiosas indígenas, destruirlas y acabar con las prácticas religiosas nativas subsistentes. Su experiencia personal la publicó en 1621 en su obra La extirpación de la idolatría en el Perú. Fomentó la administración de la eucaristía a los indígenas americanos pero mostró escrúpulos de administrar el sacramento de la confirmación por no considerarlos preparados. También insistió en que se prohibiese a los corregidores la venta de chicha de jora y otras bebidas embriagantes a los nativos.
Su época fue la de los santos católicos Isabel Flores de Oliva, Martín de Porres, Francisco Solano y Juan Masías que vivían entonces en la capital del virreinato peruano, además de la casi totalidad de los venerables siervos de Dios del virreinato: Gundisalvo Díaz de Amarante, Pedro Urraca, Diego Martínez, Juan Sebastián de la Parra, Nicolás Ayllón, Juan de Alloza y Menacho, Francisco del Castillo; y también de la beata Ana Monteagudo que vivía en Arequipa. Asimismo, Lobo inició la canonización de su predecesor Toribio de Mogrovejo (único arzobispo santo del continente). 

### Fallecimiento
Falleció en Lima el 12 de enero de 1622, a los 76 años de edad y sus restos se encuentran en la Catedral Metropolitana.